# Vlag van Nieuwstadt

De vlag van Nieuwstadt
(1961-1982)

De vlag van Nieuwstadt is op 12 juli 1961 door de gemeenteraad vastgesteld als de gemeentelijke vlag van de Limburgse gemeente Nieuwstadt. De beschrijving van de vlag luidt als volgt:
Drie banen van gelijke hoogte in geel, wit en blauw met op het geel in de broektop een groene elzenboom met drie takken.
De vlag was afgeleid van het gemeentewapen.
Op 1 januari 1982 ging Nieuwstadt op in Susteren, waarmee de vlag als gemeentevlag kwam te vervallen. Susteren ging in 2007 samen met Echt op in de nieuwe gemeente Echt-Susteren.

## Verwant symbool

Het wapen van Nieuwstadt

Ambt Montfort 
· Amby 
· Arcen en Velden 
· Baexem 
· Beegden 
· Belfeld 
· Bemelen 
· Berg en Terblijt 
· Bocholtz 
· Born 
· Broekhuizen 
· Cadier en Keer 
· Echt 
· Eijsden 
· Elsloo 
· Eygelshoven 
· Geleen 
· Grathem 
· Grubbenvorst 
· Haelen 
· Heel 
· Heel en Panheel 
· Heer 
· Helden 
· Herten
· Heythuysen 
· Hoensbroek 
· Horn 
· Horst 
· Hulsberg 
· Hunsel 
· Kessel 
· Klimmen 
· Limbricht 
· Linne 
· Maasbracht 
· Maasbree 
· Margraten 
· Meerlo-Wanssum 
· Meijel 
· Melick en Herkenbosch 
· Montfort 
· Munstergeleen 
· Neer 
· Nieuwenhagen 
· Nieuwstadt 
· Nuth 
· Ohé en Laak 
· Onderbanken 
· Ottersum 
· Posterholt 
· Roggel 
· Roggel en Neer 
· Schaesberg 
· Schinnen 
· Sevenum 
· Sint Odiliënberg 
· Sittard 
· Stevensweert 
· Stramproy 
· Susteren 
· Swalmen 
· Tegelen 
· Thorn 
· Ubach over Worms 
· Ulestraten 
· Urmond 
· Valkenburg-Houthem 
· Vlodrop 
· Wessem 
· Wittem